# Mueang Chachoengsao (huyện)
Mueang Chachoengsao (tiếng Thái: เมืองฉะเชิงเทรา) là huyện thủ phủ (Amphoe Mueang) thuộc tỉnh Chachoengsao, miền trung Thái Lan.

## Lịch sử
Huyện Mueang Chachoengsao đã được lập năm 1896. Văn phòng huyện hiện nay nằm ở hữu ngạn sông Bang Pakong ở Tambon Na Mueang.

## Địa lý
Các huyện giáp ranh (từ phía bắc theo chiều kim đồng hồ) là Bang Nam Priao, Khlong Khuean, Bang Khla, Ban Pho thuộc tỉnh Chachoengsao, Bang Bo của tỉnh Samut Prakan, Lat Krabang và Nong Chok của Bangkok.
Nguồn nước quan trọng của vùng này là sông Bang Pakong và Khlong Nakhon Nueang Khet.

## Hành chính
Huyện này được chia thành 19 phó huyện (tambon), các đơn vị này lại được chia thành 187 làng (muban). Thị xã (thesaban mueang) Chachoengsao nằm trên lãnh thổ toàn bộ  tambon  Na Mueang và một số khu vực của Ban Mai, Bang Tin Pet, Wang Takhian và Sothon. Thị trấn (thesaban tambon) Khlong Nakhon Nueang Khet nằm trên một phần của tambon cùng tên. Ngoài ra có 18 tổ chức hành chính tambon (TAO).
| No. | Tên                       | Tiếng Thái     | Làng | Dân số  |
| --- | ------------------------- | -------------- | ---- | ------- |
| 01. | Na Mueang                 | หน้าเมือง        | 0-   | 39,328  |
| 02. | Tha Khai                  | ท่าไข่           | 17   | 10,498  |
| 03. | Ban Mai                   | บ้านใหม่         | 05   | 02,857  |
| 04. | Khlong Na                 | คลองนา         | 05   | 04,988  |
| 05. | Bang Tin Pet              | บางตีนเป็ด       | 13   | 08,963  |
| 06. | Bang Phai                 | บางไผ่          | 10   | 04,866  |
| 07. | Khlong Chuk Krachoe       | คลองจุกกระเฌอ   | 08   | 02,848  |
| 08. | Bang Kaeo                 | บางแก้ว         | 12   | 06,279  |
| 09. | Bang Khwan                | บางขวัญ         | 14   | 06,909  |
| 10. | Khlong Nakhon Nueang Khet | คลองนครเนื่องเขต | 17   | 07,703  |
| 11. | Wang Takhian              | วังตะเคียน       | 10   | 06,487  |
| 12. | Sothon                    | โสธร           | 07   | 06,619  |
| 13. | Bang Phra                 | บางพระ         | 10   | 05,975  |
| 14. | Bang Kahai                | บางกะไห        | 09   | 04,155  |
| 15. | Nam Daeng                 | หนามแดง        | 07   | 03,196  |
| 16. | Khlong Preng              | คลองเปรง       | 12   | 010,283 |
| 17. | Khlong Udom Chonlachon    | คลองอุดมชลจร    | 09   | 08,756  |
| 18. | Khlong Luang Phaeng       | คลองหลวงแพ่ง    | 14   | 12,002  |
| 19. | Bang Toei                 | บางเตย         | 13   | 06,010  |